# Костяев, Александр Иванович
Александр Иванович Костяев (род. 28 октября 1946) — учёный в области экономики и планирования АПК, экономических и социальных проблем агропромыслового хозяйства Севера, академик РАСХН (1999), академик Российской академии наук (2013).

## Биография
Родился 28 октября 1946 г. в д. Черемисы Богородского района Кировской области. Окончил Пермский государственный университет им. А. М. Горького (1973).
Директор школы в Кировской области (1972—1975). Аспирант Ленинградского государственного университета им. А. А. Жданова (1975—1978). В 1978 году защитил кандидатскую диссертацию «Экономико-географические факторы и проблемы развития территориального аграрно-промышленного комплекса Кировской области».
С 1979 г. работает в Северо-Западном НИИ экономики и организации сельского хозяйства: младший научный сотрудник (1979—1980), старший научный сотрудник (1980—1981), заведующий лабораторией экономических проблем развития Севера (1981—1987), директор (с 1987).
Доктор географических наук (1987), доктор экономических наук (2006, диссертация в форме научного доклада «Территориальная дифференциация сельскохозяйственного производства : теория, методология и методы исследования»), профессор (1991), академик РАСХН (1999), академик РАН (2013).

## Награды, премии, почётные звания
Почётный работник агропромышленного комплекса России (2012). Награжден медалью ордена «За заслуги перед Отечеством» II степени (2003), медалью «В память 300-летия Санкт-Петербурга» (2007), почётными грамотами Совета Федерации, МСХ РФ, ВАСХНИЛ, РАСХН.

## Труды
Опубликовал более 350 научных трудов, в том числе 16 монографий.
Книги:
- Агропромысловое хозяйство Севера: проблемы комплексного развития. — Л.: Наука, 1986. — 149 с.
- Развитие личных подсобных хозяйств в условиях перехода к рыночным отношениям / соавт. А. А. Дибиров. — Екатеринбург: Изд-во Урал. гос. ун-та, 1994. — 148 с.
- Основы теории аграрного рынка / соавт.: А. Р. Маматказин, А. Н. Селин. — Екатеринбург: Изд-во Урал. ГСХА, 1996. — 196 с.
- Региональные агроэкономические исследования и разработки: методология и методы.- 2-е изд., стер.— Екатеринбург: Изд-во Урал. ГСХА, 2003. — 289 с.
- Управление процессами в экономических системах различного типа / соавт.: Г. Н. Никонова и др.; Сев.-Зап. НИИ экономики и орг. сел. хоз-ва.- СПб., 2004. — 248 с.
- Территориальная дифференциация сельскохозяйственного производства: вопросы методологии и теории. — СПб., 2006. — 240 с.
- Концептуальные основы обеспечения продовольственной безопасности России / соавт.: И. Г. Ушачев и др.; ГНУ Всерос. НИИ экономики сел. хоз-ва. — М., 2008. — 173 с.
- Организационно-экономический механизм устойчивого развития сельских территорий Северо-Запада Российской Федерации (анализ и предложения по совершенствованию) / ГНУ Сев.-Зап. НИИ экономики и орг. сел. хоз-ва. — СПб.; Пушкин, 2010. — 61 с.
- Методология исследования проблем депрессивности территорий муниципальных районов / соавт.: Т. В. Юрченко и др.; ГНУ Сев.-Зап. НИИ экономики и орг. сел. хоз-ва. — СПб.; Пушкин, 2011. — 74 с.
- Состояние и перспективы развития продовольственной системы России (на примере молочной индустрии) / соавт.: В. Ф. Лищенко и др.; Центр междунар. агробизнеса и прод. безопасности и др. — М.: Экономика, 2015. — 501 с.